# Linneryd
Linneryd is een plaats in de gemeente Tingsryd in het landschap Småland en de provincie Kronobergs län in Zweden. De plaats heeft 541 inwoners (2005) en een oppervlakte van 103 hectare.

## Verkeer en vervoer
Bij de plaats loopt de Länsväg 122.